# Vyška
Vyška (ukrajinsky Вишка, maďarsky Viharos) je obec v okrese Užhorod v Zakarpatské oblasti Ukrajiny. Patří do kostrynské venkovské komunity. V roce 2025 zde žilo 733 obyvatel.

## Historie
První písemná zmínka o vesnici pochází z roku 1602. Do podepsání Trianonské smlouvy byla ves součástí Uherska, poté byla součástí Československa. V roce 1930 zde žilo 1 115 obyvatel; z toho 1 086 Rusínů, Od roku 1945 ves patřila Sovětskému svazu, resp. Ukrajinské sovětské socialistické republice; nakonec od roku 1991 je součástí samostatné Ukrajiny.

## Církevní stavby

### Chrám svatého Archanděla Michaela
Dřevěný chrám z jedlového dřeva, který byl přestavěn v 2. polovině 18. století, národní kulturní památka

### Řeckokatolický kostel sv. apoštolů Petra a Pavla

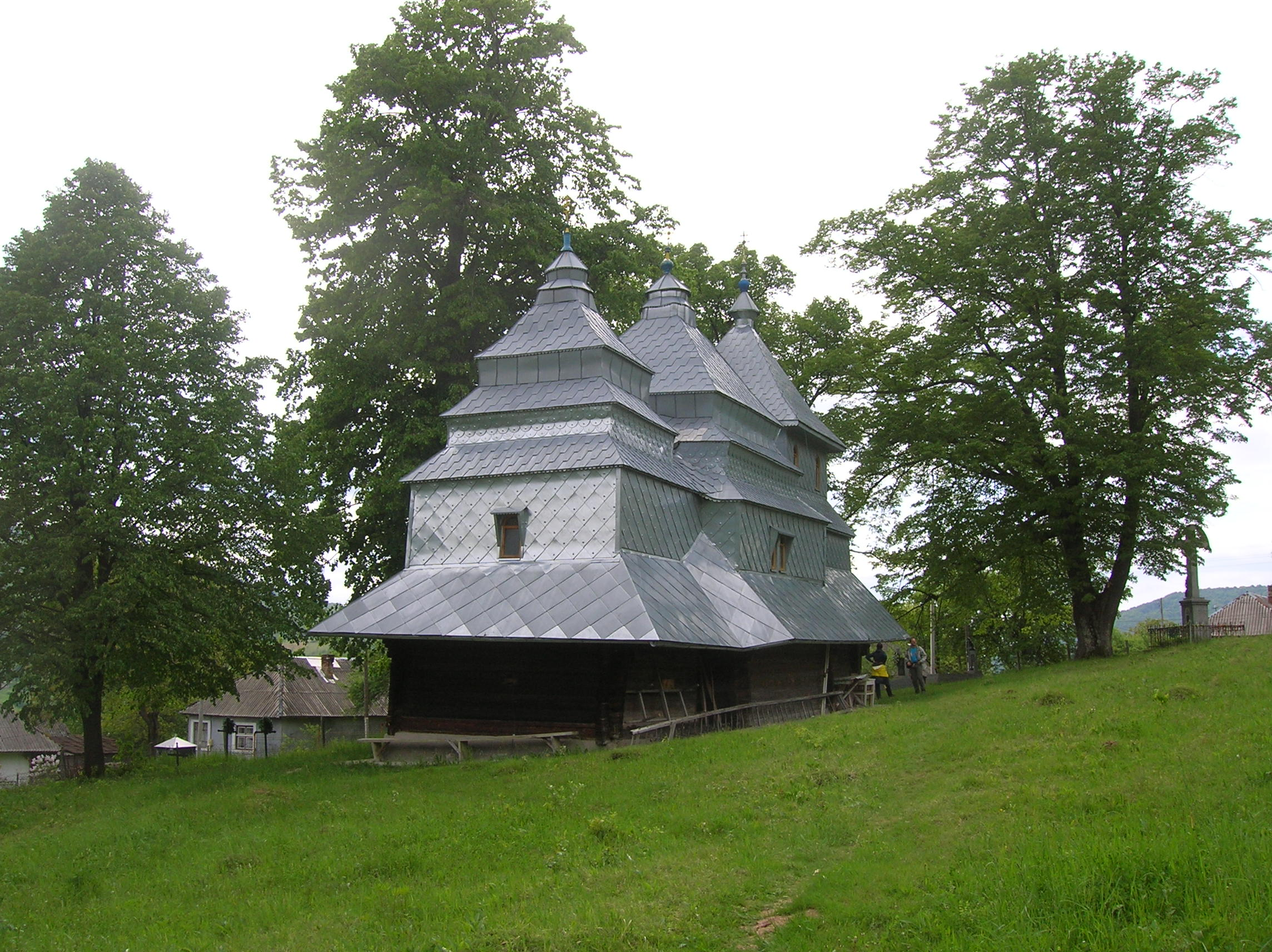
Chrám sv. Archanděla Michaela

Dřevostavba z roku 2010.

## Turismus
Ve vsi je lyžařské středisko. Na horu Krasija (1036 m n. m.) vedou 2 sedačkové lanovky a lyžařské vleky. Nejdelší sjezdovka je dlouhá 3,5 km. Je zde zasněžovací systém.